# Eldom
Eldom Sp. z o.o. – istniejące od 1995 roku polskie przedsiębiorstwo z siedzibą w Katowicach, zajmujące się produkcją drobnego sprzętu AGD.

## Działalność
Firma Eldom powstała w 1995 roku. Wtedy również na rynku pojawiły się pierwsze produkty sygnowane marką Eldom, jak żelazka, czajniki, ekspresy do kawy, tostery, wentylatory, suszarki oraz lokówki do włosów. Stopniowo asortyment oferowanych urządzeń ulegał systematycznemu poszerzaniu, a Eldom uzyskał świadectwo ochronne na znak towarowy. W tym czasie firma aktywnie uczestniczyła również w imprezach targowych, nawiązując bezpośrednie relacje z producentami i odbiorcami produktów.
W 1997 roku Eldom przeniósł się do nowej siedziby w Katowicach, do odnowionego obiektu, który – oprócz biur – dysponował obszerną powierzchnią magazynową. W roku 2007 do użytku oddane zostały nowe przestrzenie magazynowo-biurowe.
W latach 2013–2014 przedsiębiorstwo dokonało rebrandingu i repozycjonowania marki. Zmianie uległ logotyp, jak również cała filozofia oraz strategia marki.

### Eldom obecnie
Eldom działa na rynku już ponad dwadzieścia lat. Swoje produkty dostarcza do wielu krajów Europy, w tym do Hiszpanii, Czech czy Słowacji. Bieżąca oferta Eldomu obejmuje około 200 produktów oraz akcesoria i części zamienne z następujących kategorii:
- Urządzenia kuchenne: czajniki bezprzewodowe, blendery, roboty kuchenne, sokowirówki i wyciskarki do owoców, ekspresy, młynki do kawy, kawiarki, opiekacze, tostery, grille, frytkownice i gofrownice oraz suszarki do żywności i płyty grzejne, dzbanki filtrujące wodę, młynki do soli i pieprzu, eleganckie dozowniki, ostrzałki do noży, praktyczne spieniacze do mleka i wagi kuchenne.
- Zdrowie i uroda: suszarki, prostownice, karbownice, lokówki, elektryczne szczotki do włosów, golarki męskie, strzyżarki trymery, pilniki do stóp, wagi osobowe, koce elektryczne.
- Wyposażenie domu: odkurzacze, odkurzacze centralne, żelazka, wentylatory, klimatyzatory przenośne, grzejniki, nawilżacze i osuszacze powietrza, lodówki turystyczne, golarki do ubrań, wagi bagażowe.

Oprócz produktów sygnowanych marką Eldom w ofercie firmy znajdują się także urządzenia marek powiązanych:
- Jewel – kolekcja produktów AGD zaprojektowanych w duchu awangardowego modernizmu oraz
- Columbiavac – systemy centralnego odkurzania, grzejniki, klimatyzatory przenośne, wentylatory z nawilżaniem ultradźwiękowym.

Podążając z nowoczesnymi trendami, a także odpowiadając na potrzeby klientów, Eldom z każdym rokiem rozszerza swoją ofertę o nowe, wyspecjalizowane produkty. Są to np. wielofunkcyjne urządzenie kuchenne MFC2000 PERFECT MIX, wyciskarki do owoców i warzyw PERFECT JUICER czy też klimatyzatory i osuszacze powietrza.
Eldom dysponuje siecią serwisową. Obejmuje ona Serwis Centralny, mieszczący się w siedzibie firmy oraz 60 punktów serwisowych, ulokowanych na terenie całego kraju. Umożliwia to obsługę w zakresie napraw gwarancyjnych i pogwarancyjnych, a także dostępność części zamiennych i akcesoriów.
Potwierdzeniem sukcesów i dynamicznego rozwoju firmy Eldom są Gazele Biznesu 2015, przyznane przez „Puls Biznesu” w roku 2016.